# Андре Бринк (дипломат)
Андре Бринк е нидерландски футболист и дипломат. Консул на Нидерландия в България в периода след Втората световна война.

## Биография
Роден е в Петроград. Баща му Корнелис е бил директор на „Шел“ в Руската империя. Бринк израства в България и учи във Френския колеж в София. Играе като вратар за отборите на „Левски“ и „Шипка“. Записва 18 мача за „Шипка“ в Националната футболна дивизия. През 1939 г. печели Царската купа в тима на „Шипка“. Бил е част от настоятелството на клуб „Витоша“ от Юношеския туристически съюз.
Следва право в Софийския университет, след което работи в Турското посолство. След 1945 г. е на работа в посолството на Нидерландия и става консул. През 1952 г. комунистическата власт арестува 28 съученици на Бринк по обвинение в шпионаж, тъй като консулът им е помагал в гладните години след Втората световна война. Държавна сигурност се опитва да вербува Бринк, но той отказва, в резултат на което е обявен за персона нон грата и напуска България. Нидерландия прекратява двустранните отношения с България до 1969 г.
Изживява старините си в Перпинян, Южна Франция.